# Осогово
Осо́гово (болг. Осого́во, Осоговска планина, макед. Осоговски Планини, лат. Orbelus) — горный массив в юго-западной Болгарии (Кюстендилская область) и северо-восточной части Северной Македонии (общины Кочани и Крива-Паланка). Длина массива около 100 км, а ширина около 50 км. Самая высокая точка — гора Руен (2251 м).
Название горного массива дало имя историко-географической области — Осоговия, также в Осогово расположена другая историко-географическая область — Пиянец. В русских архивах с XVI века гора с окрестными землями называлась «Осоговица».
Гора является своеобразным историко-географическим центром Балканского полуострова. Ниже северо-восточного хребта находится город Кюстендил, а на западных склонах — средневековый горнодобывающий центр Кратово. В средние века вокруг горы возникли шесть самых известных болгарских православных монастырей — Руенский монастырь, Границкий монастырь, Пчиньский монастырь, Лесновский монастырь, Осоговский монастырь и Псачский монастырь. В 1586 году таксидиоты предстали перед русским царем Фёдором Ивановичем с просьбой собрать милостыню на восстановление опустошенного землетрясением Осоговского монастыря, которая была явно удовлетворена ввиду царского родства, связанного с этой исторической горой.